# L'Énova
L'Énova és un municipi del País Valencià situat a la comarca de la Ribera Alta. Fins al febrer del 2021 el nom del municipi havia estat escrit amb accent obert, l'Ènova. El municipi forma una conurbació amb la veïna població de Manuel.
Limita amb Manuel, la Pobla Llarga i Rafelguaraf (a la mateixa comarca); i amb Barxeta i Xàtiva (a la comarca de la Costera).

## Geografia

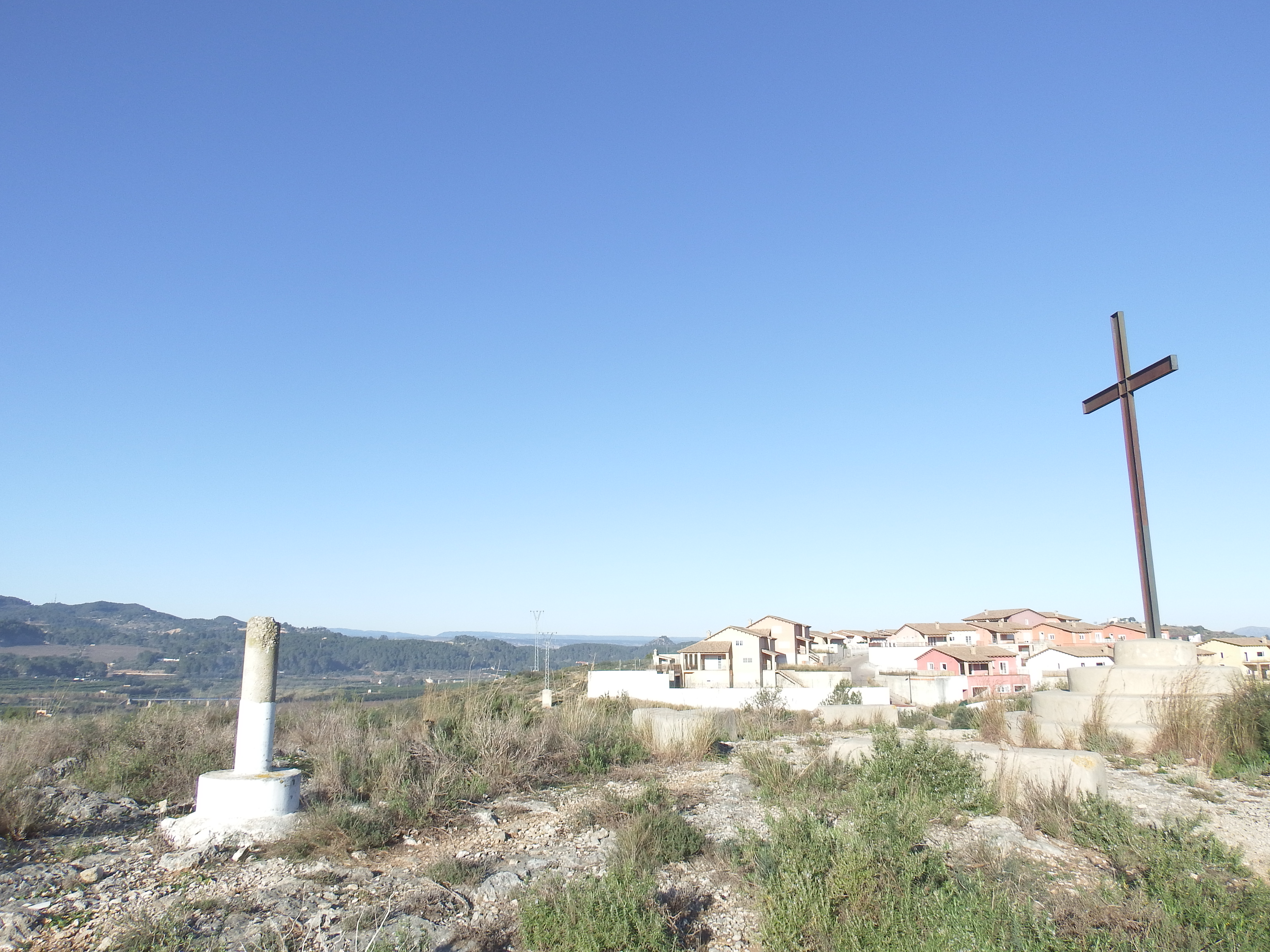
Punt geodèsic i Creu de Missió

L'Énova està situada a 39º 02' 39'' latitud nord i 0° 28' 50'' longitud oest. La seva altitud és de 49 m sobre el nivell del mar i es troba a 55 km de la ciutat de València. El poble està situat als peus d'una muntanya poc elevada “La lloma del Baladre” i davant d'una vall plantada principalment de tarongers. El terme municipal és a la dreta del riu Albaida i té una extensió de 7,7 km². Forma part de la subcomarca del Baix Albaida.
La superfície del terme és plana, a excepció de la zona sud on s'alcen les suaus ondulacions a la Lloma del Baladre, Cabezo i Monte Valiente. Hi ha un vèrtex geodèsic de tercer ordre al Castellet (121 m). Drenen el terme els barrancs del Poble, Llarg i Collado. Les terres del terme es reguen amb la séquia Comuna de l'Ènova, que pren aigües del riu Albaida, en terme el de Xàtiva, i l'antiguitat de les quals es remunta al segle XIV. Té un clima temperat i a la primavera la temperatura és suau, caracteritzada per l'aroma de tarongina dels tarongers. La superfície cultivada en regadiu és de 406 hectàrees.
Accessos
Des de València, s'accedeix a aquesta localitat a través de l'A-7 prenent després la CV-564 i tot seguit la CV-562. També compta amb estació de ferrocarril de la línia C-2 de Rodalies València.
Localitats limítrofes
El terme municipal d'Énova limita amb les localitats següents: Barxeta, Xàtiva, Manuel, Pobla Llarga, i Rafelguaraf, totes elles de la província de València.

## Història
Els orígens es remunten a l'època romana, com es demostra per les troballes arqueològiques a la zona. Del seu passat històric destaquen restes d'una antiga pedrera romana, dues làpides escrites en llatí que es conservaven a la façana de l'església i que van aparèixer a prop del cementiri, i on hi ha una vil·la romana que data del segle I a. C. a l segle v descobertes pels treballs de la línia fèrria d'alta velocitat. Aquesta vil·la pertanyent a la gens cornèlia seria el centre de l'explotació econòmica del lli i de l'ús de les pedreres que hi ha a la regió. El fundador de la vil·la estaria relacionat per vincles familiars amb el governador de la llavors denominada Saetabis. van fer una làpida després de la seva mort. Una altra de les herències de la vil·la romana són la calçada romana que connectava les diferents pedreres de la zona.
Després de l'abandó de la vil·la romana i amb la conquesta musulmana a principis del segle VIII, tota la zona de l'Enova va tenir un moment de creixement gràcies a l'establiment d'una sèrie de séquies, fet que marcà l'activitat econòmica de la regió fins a l'actualitat , després de l'arribada de Jaume I el Conqueridor en 1240-42 en el seu avanç cap al sud, la zona va ser conquerida i colonitzada per nombroses famílies de les quals tenim alguns rastres documentals al Llibre de Repartiments, un document que mostra que la idea del rei aragonès tenia ja planejat fer una població nova que serviria de base a l'actual municipi anomenat llavors Enova dels cristians encara que gran part d'aquests primers habitants abandonarien poc després el territori d'Enova a causa de la manca d'arrelament i estabilitat política sent substituïts per noves tandes de colons catalanoaragonesos que tenien una major tradició agrària, respecte a aquesta conquesta la llegenda diu que va ser el mateix rei qui va portar a l'església la Verge de Gràcia, a la qual es dediquen les festes majors que es realitzen al setembre. Des d'un principi la localitat d'Enova va estar unida a la propera ciutat de Xativa, ja que des del 1250, molt poc temps després de la conquesta, Enova igual que altres poblacions de l'entorn seria inclosa dins del territori que abastava el reialenc de Xativa. El que restava del segle XIII i part del XIV serien temps de bonança, entre altres motius per la revitalització de les pedreres de la zona per la construcció d'esglésies gòtiques de llarg a llarg de la comarca de la Ribera Alta., també es pot veure això en la construcció de noves séquies o nous molins. Encara que això s'acabaria cap a la meitat del segle XIV, quan van coincidir en pocs anys un canvi climàtic que va suposar un lleuger refredament, a més de l'impacte de la Guerra de la Unió dins la qual va haver-hi una gran batalla que es va desenvolupar al municipi veí de la Pobla Llarga, i la primera gran pesta, la coneguda com a Peste negra. Aquest conflicte va suposar també una pèrdua de drets per als veïns de l'Énova per haver donat suport al bàndol perdedor. Amb l'arribada del segle d'or valencià i coincidint amb les campanyes d'Alfons el Magnànim a Itàlia alguns cavallers com Pere Ferrer van prosperar socialment i econòmicament això va fer que quan van tornar a les seves propietats, com la pròpia Sanç van voler rehabilitar i situar-les al seu nou estatus, això va fer que l'Énova visqués també el seu propi moment d'esplendor arquitectònica, gràcies a la construcció d'un palau, el conegut com a palau dels Ferrer, així com un arc renaixentista encara que també va ser un període de depressió per al poble sobretot a causa de l'emigració i les epidèmies com la de pesta bubònica que va esdevenir en 1475.
L'Edat Moderna va ser un període convuls per al regne de València, ja que no només es va viure les germanies sinó també la guerra de Successió que va portar a la pèrdua dels furs que havia establert Jaume I. Per la seua proximitat amb Xàtiva una ciutat que va ser protagonista en ambdós processos històrics, la població de l'Énova no va estar aïllada d'aquests esdeveniments sinó que va participar dels dos conflictes, no només manant voluntaris i acollint després de la destrucció de Xativa a nombrosos refugiats sinó també sent saquejada en ambdós conflictes, a les germanies per musulmans de la veïna Sanç encara que aquests sobretot es van centrar en la destrucció i saqueig d'imatges de l'església encara que una vegada va arribar la notícia a la Germania de Xativa hi va haver una forta resposta amb batejos forçosos, saquejos i humiliacions contra la població musulmana de l'entorn del pla de l'Énova sent la principal perjudicada la localitat de Sanç la població del qual era majoritàriament morisca, també per part de tropes franceses durant el conflicte successori, encara que seria l'església del poble la més afectada per aquest atac la resta de la localitat no es lliuraria de l'atac i el saqueig. Però no només això seria el que marqués el desenvolupament històric de la localitat de l'Énova, hi ha un altre fet que va ser summament influent, l'expulsió dels moriscs a principis del segle XVII per ordre del rei Felip III ja que una gran part de la plana de l'Énova estava habitada per moriscs, això va suposar un cop important per a la regió a tots els nivells, començant pel descens demogràfic, i la crisi agrícola per la manca de mà d'obra. En el cas de l'Énova la pèrdua poblacional no va ser tant pels moriscs expulsats sinó per l'emigració dels veïns més pobres davant ofertes de terres i cases expropiades i/o abandonats, cosa que els prometia una millor condició de vida que la que tenien a el seu poble natal. El municipi no només es veuria afectat per aquests conflictes sinó també per crisis sanitàries com la de la gran epidèmia de pesta bubònica que es va desenvolupar entre 1647 i 1648, no seria l'única ja que el 1756 hi hauria una plaga gairebé bíblica de llagostes i un terratrèmol el 1748. Seria a finals del segle XVIII quan el famós botànic Cavanilles va visitar el poble, denunciant a la seva obra les males condicions higièniques i la misèria econòmica dels habitants a causa dels cultius d'arròs i l'aigua estancada que es necessita per a aquest producte.

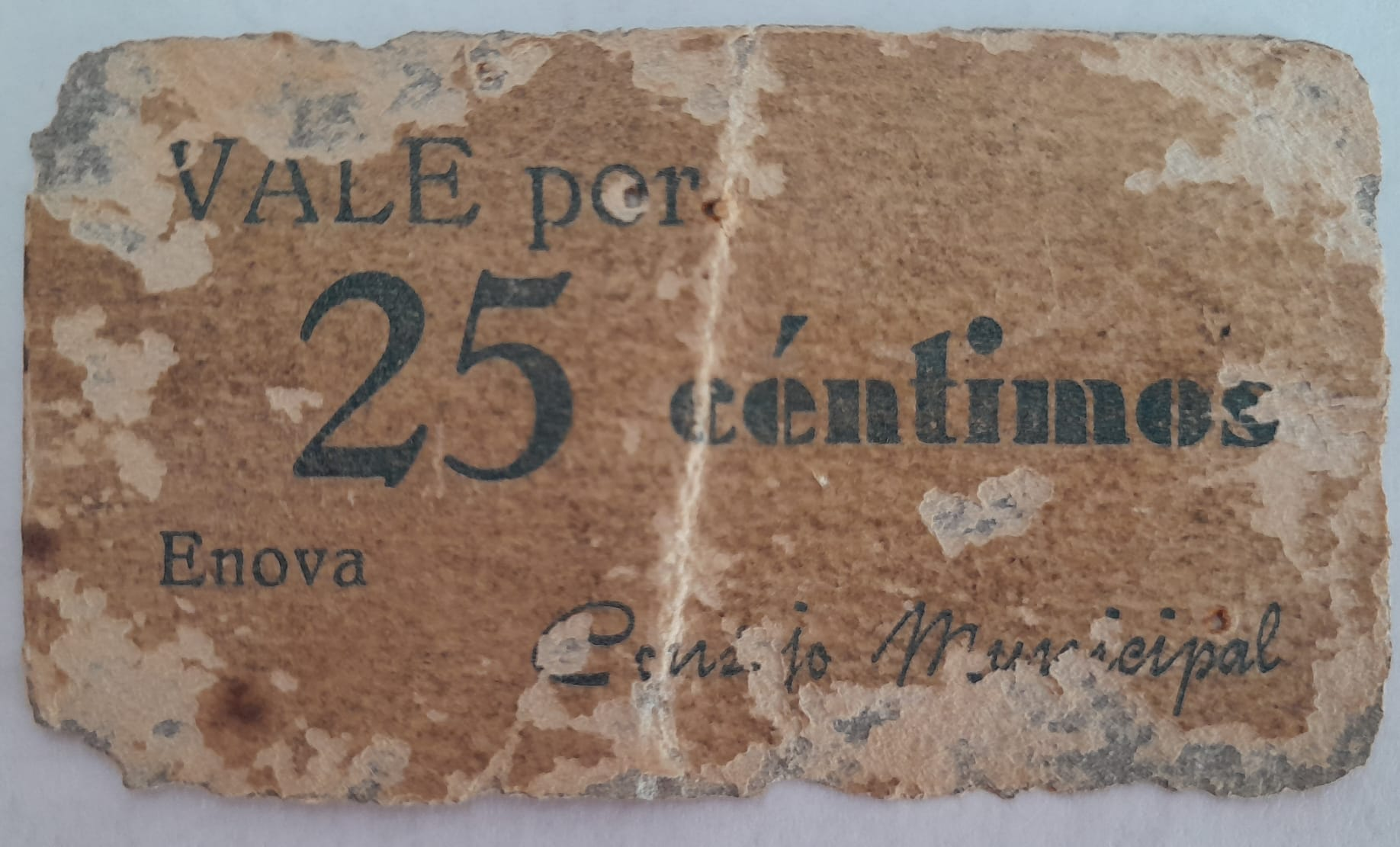
Bitllet emès pel consell municipal d'Enova durant la contesa civil 1936-1939

Pel que fa a l'etapa contemporània, i malgrat la seva annexió amb la localitat veïna de Sanç, l'Énova ha estat un municipi que no ha comptat amb un gran desenvolupament econòmic, la qual cosa va portar a la immigració diversos dels seus habitants a principis del segle XX perdent així una part important de la mà d'obra i de la població més jove, destaca també la construcció del ferrocarril, cosa que augmenta les comunicacions tant amb els municipis de l'entorn com amb la capital de la província. A l'inici del segle XIX i en ple conflicte amb França després de la invasió d'Espanya, l'Énova va tornar a estar al centre de l'assumpte formant al costat d'altres municipis de la zona una guerrilla encara que la regió acabaria sent conquerida igualment però continuaria formant part dels esforços bèl·lics reunint aportacions per al manteniment de l'exèrcit antinapoleònic. No seria l'únic moment en què veïns enovencs prenen les armes per defensar els seus ideals, anys més tard durant el trienni liberal es presentarien per lluitar contra els cent mil fills de Sant Lluís en forma de milícia local, el resultat també seria negatiu, encara que no només se situarien del costat liberal, també hi hauria forces realistes i/o absolutistes a l'Énova que ressorgirien després del retorn a l'absolutisme el 1823. Pel que fa al segle XIX l'Énova es veuria afectada pels diversos canvis de govern i de constitució sobretot quant als veïns tenien dret a votar, encara que el canvi més gran arribaria el 1869 amb l'annexió de Sanç al municipi de l'Énova cosa que portava molt de temps en la ment de la gent dels dos pobles.
L'Énova també es va veure immersa en la contesa civil que va tenir lloc després de l'aixecament militar del 18 de juliol de 1936, ja que durant la dècada dels anys 1930 hi havia hagut una forta activitat de diferents associacions esquerranes, tant de sindicats com de partits polítics, sent també receptora de nombrosos refugiats que fugien de l'avanç de l'exèrcit franquista. El desenvolupament del conflicte bèl·lic a l'Énova no difereix gaire de la d'altres punts del territori valencià, ben aviat es va organitzar un comitè antifeixista que el 37 es reconvertiria al consell municipal, un espai on estarien representades les diferents forces polítiques, que podria ser equiparable al govern municipal ja que diversos dels membres, entre ells el mateix alcalde la conformaven, principalment les accions realitzades pel comitè antifeixista i pels milicians locals es poden englobar en dues qüestions, d'una banda una sèrie d'atacs iconoclastes unit a expropiacions de centres i edificis religiosos com l'intent de convertir l'església en un casino socialista, d'altra banda hi va haver una intensa campanya d'expropiació i col·lectivització de terres d'alguns veïns, encara que també de propietats privades o així s'indica a l'expedient de la causa general relatiu al mateix poble de l'Énova; encara que algunes d'aquestes col·lectivitzacions es devien a les necessitats sorgides de la guerra i l'acolliment de refugiats, sobretot de Badajoz i Còrdova, fruit d'aquestes necessitats va ser l'emissió de vals fets pel consell municipal davant de la manca de circulació de moneda oficial . També va patir els bombardejos de l'aviació feixista italiana a l'estació ferroviària que es comparteix amb Manuel i també dels que hi va haver a la propera ciutat de Xàtiva. El resultat de tot això és que poc després d'acabar el conflicte diversos veïns van ser detinguts i empresonats per la seva participació política bé a la segona república bé a la pròpia guerra civil sent acusats del delicte d'auxili a la rebel·lió, ja que aquells que havien estat fidels al govern legítim de la república van ser considerats criminals per això, encara que la majoria acabarien obtenint la llibertat condicional i tornant al seu poble natal, tal com indiquen els arxius municipals.
Va ser també a l¡'Énova on va aparèixer la varietat de taronges "salustianes" a l'hort propietat de Salustiano a finals dels anys 40.

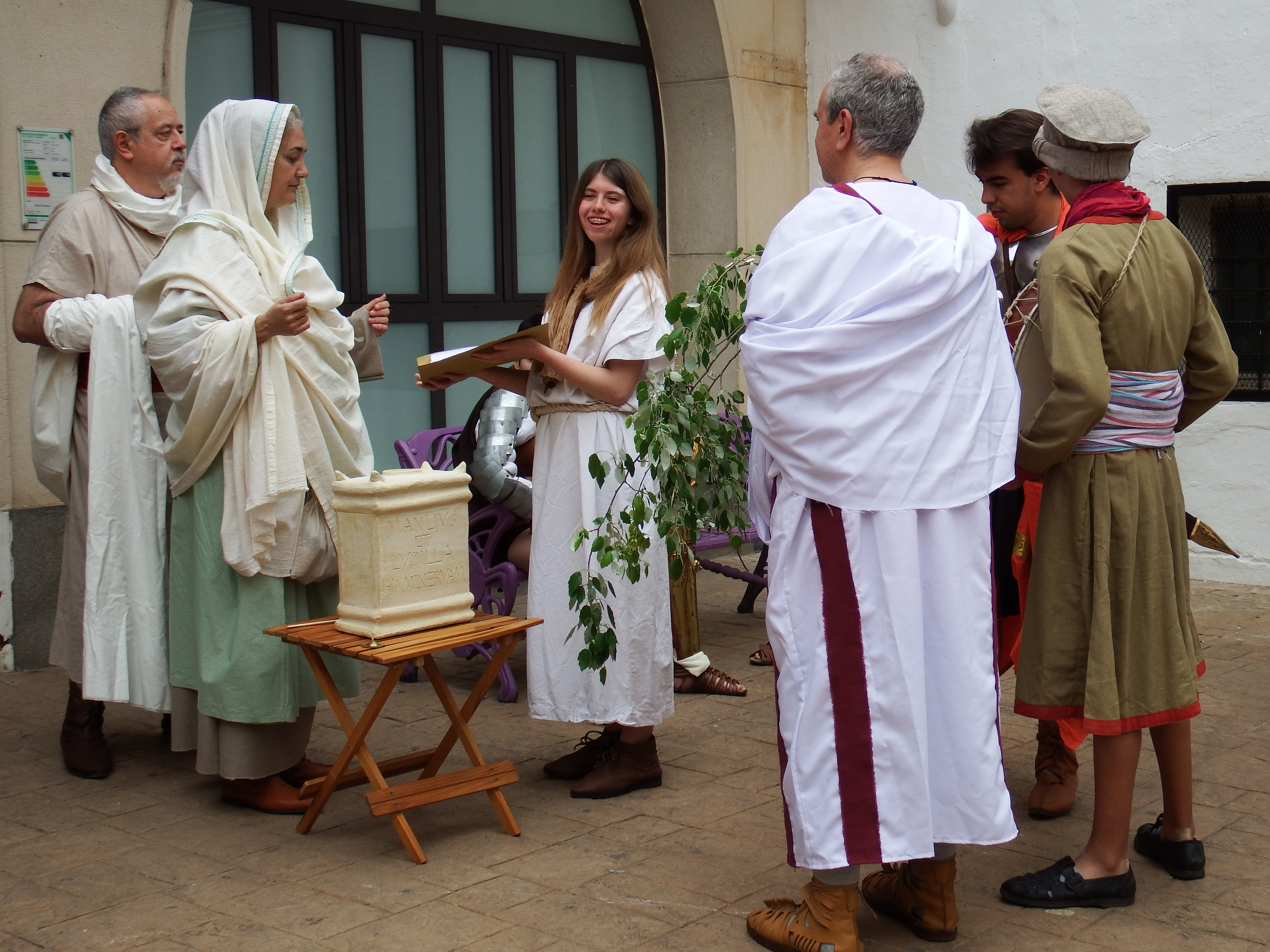
III Fira Terra Iuniana l'Énova abril 2023

A l'etapa democràtica sorgida de la transició espanyola, cal destacar la creació o permanència de diverses associacions culturals i esportives, a més de la reivindicació de la protecció de les restes materials associades a la vil·la romana que van estar en perill per la construcció de les vies de alta velocitat que unien Madrid amb València, i la reivindicació d'aquell passat romà a través d'iniciatives com la de Terra Iuniana, una fira en què es recreen diverses activitats quotidianes que farien aquests avantpassats llunyans.

## Demografia
| 1857 | 1877¹ | 1887 | 1900 | 1910 | 1920 | 1930 | 1940 | 1950 | 1960 | 1970 | 1981 | 1991 | 1996 | 2001 | 2006 | 2009 | 2011 | 2021 |
| ---- | ----- | ---- | ---- | ---- | ---- | ---- | ---- | ---- | ---- | ---- | ---- | ---- | ---- | ---- | ---- | ---- | ---- | ---- |
| 687  | 1105  | 1159 | 1312 | 1405 | 1348 | 1465 | 1490 | 1447 | 1412 | 1368 | 1227 | 1179 | 1104 | 1034 | 981  | 1018 | 998  | 911  |

## Política i Govern

### Composició de la Corporació Municipal
El Ple de l'Ajuntament està format per 7 regidors. En les eleccions municipals de 26 de maig de 2019 foren elegits 5 regidors del Partit Socialista del País Valencià (PSPV-PSOE) i 2 de Compromís per l'Énova (Compromís).
| Eleccions municipals de 26 de maig de 2019 - l'Énova                                                                          |                                          |                                     |                                     |      |          |          |
| Candidatura | Candidatura                              | Candidatura                         | Cap de llista                       | Vots | Vots     | Regidors |
| | Partit Socialista del País Valencià-PSOE |                                     | Tomàs Giner Esparza                 | 375  | 61,07%   | 5 (+1)   |
| | Compromís per l'Énova                    |                                     | Agustín Martín Castelló             | 201  | 32,74%   | 2 ()     |
| | Altres candidatures                      |                                     |                                     | 21   | 3,42%    | 0 ( -1)  |
| | Vots en blanc                            |                                     |                                     | 17   | 2,77%    |          |
| Total vots vàlids i regidors                                                                                                  | Total vots vàlids i regidors             | Total vots vàlids i regidors        | Total vots vàlids i regidors        | 614  | 100 %    | 7        |
| | Vots nuls                                | Vots nuls                           | Vots nuls                           | 21   | 3,31%    |          |
| Participació (vots vàlids més nuls)                                                                                           | Participació (vots vàlids més nuls)      | Participació (vots vàlids més nuls) | Participació (vots vàlids més nuls) | 635  | 83,44%** |          |
| Abstenció | Abstenció                                | Abstenció                           | Abstenció                           | 126* | 16,56%** |          |
| Total cens electoral | Total cens electoral                     | Total cens electoral                | Total cens electoral                | 761* | 100 %**  |          |
| Alcalde: Tomàs Giner Esparza (PSPV) (15/06/2019) Per majoria absoluta dels vots dels regidors                                 |                                          |                                     |                                     |      |          |          |
| Fonts: JEC, JEZ Xàtiva, M. Interior, Periòdic Ara. (* No són vots sinó electors. ** Percentatge respecte del cens electoral.) |                                          |                                     |                                     |      |          |          |

### Alcaldia
Des de 2015 l'alcalde de l'Énova és Tomás Giner Esparza (PSPV).
| Període                       | Alcalde o alcaldessa        | Partit polític | Data de possessió | Observacions |
| ----------------------------- | --------------------------- | -------------- | ----------------- | ------------ |
| 1979–1983                     | José Cerdá Sanchis          | PSPV-PSOE      | 19/04/1979        | --           |
| 1983–1987                     | Felipe Cerdá Sanchis        | PSPV-PSOE      | 28/05/1983        | --           |
| 1987–1991                     | José Ramón Navarro Marco    | UV             | 30/06/1987        | --           |
| 1991–1995                     | Antoni Tormo Tormo          | PSPV-PSOE      | 15/06/1991        | --           |
| 1995–1999                     | José Ramón Navarro Marco    | UV-CCV         | 17/06/1995        | --           |
| 1999–2003                     | Francisco Ordiñana Martínez | PSPV-PSOE      | 03/07/1999        | --           |
| 2003–2007                     | Francisco Ordiñana Martínez | PSPV-PSOE      | 14/06/2003        | --           |
| 2007–2011                     | Francisco Ordiñana Martínez | PSPV-PSOE      | 16/06/2007        | --           |
| 2011–2015                     | Francisco Ordiñana Martínez | PSPV-PSOE      | 11/06/2011        | --           |
| 2015–2019                     | Tomás Giner Esparza         | PSPV-PSOE      | 13/06/2015        | --           |
| 2019-2023                     | Tomás Giner Esparza         | PSPV-PSOE      | 15/06/2019        | --           |
| Des de 2023                   | n/d                         | n/d            | 17/06/2023        | --           |
| Fonts: Generalitat Valenciana |                             |                |                   |              |

## Economia
L'Énova ha estat igual que molts altres municipis de la regió valenciana, una terra de pagesos, tant és així que durant la presència musulmana fins a la conquesta aragonesa el territori estava articulat a través d'alqueries àrabs, sent aquestes les que suposarien la base per a la articulació cristiana, que tindrien un relleu als colons que van arribar després de la conquesta del rei Jaume I, d'una primera onada més centrada en l'obtenció del botí bèl·lic per una segona més preocupada per l'agricultura i la subsistència. La seva economia ha estat basada tradicionalment en l'agricultura, on predominen els cultius de regadiu, agres i hortalisses, i també predominen els cultius de secà dedicats a oliveres i ametllers. A més, l'Énova té 334 hectàrees de muntanyes que s'aprofitaven per a pastures. Fa algun temps hi havia extenses plantacions d'arròs i nombrosos caps de bestiar, però actualment ja no existeixen, aquests cultius d'arròs encara que eren la principal activitat econòmica del municipi també eren un gran perill per als seus habitants ja que causava gran mortaldat a causa de les febres terciàries sorgides per l'aigua estancada pròpia dels arrossars, a la mortaldat se li afegiria les males condicions economicosocials de la població una cosa que també es descriu al diccionari geogràfic de 1845, arribant-se en aquells temps a plantejar-se la prohibició d'aquest cultiu ”. ..pels horribles estralls" que causava a la població. Encara que l'agricultura era la principal activitat econòmica del municipi, al llarg de la història del mateix s'arrossega un problema endèmic, la propietat de les terres majoritàriament estava en mans de gent que no era el poble, i o bé residien a Xativa o a València , uns propietaris que es dedicaven a arrendar les mateixes als veïns de l'Énova que si les posaven en cultiu i les treballaven ja que no tenien altre mitjà de subsistència. L'agricultura a més no només va ser el mitjà de subsistència per a gran part dels veïns al llarg de l'existència del municipi sinó que va suposar també tota una font de conflictivitat social al llarg fonamentalment dels segles XIX i XX, on destaquen l'elaboració de societats agrícoles de propietaris com la 'Sociedad el Porvenir' o ja en temps de la guerra civil espanyola el govern local socialista posaria en marxa la 'Sociedad cooperativa popular Largo Caballero' que s'ocuparia de les col·lectivitzacions, confiscacions que es van donar durant el període bèl·lic.
Associat a l'agricultura tenim un dels elements més recognoscibles del patrimoni generer: la séquia comuna de l'Énova, que no només recorre la localitat que li dona nom sinó que recorre alguns municipis veïns com Manuel, Rafelguaraf, la Pobla Llarga, això no només marcaria l'economia sinó també la geografia de la zona. Aquest ús compartit de la séquia comportava la necessitat d'una organització per bregar amb els possibles conflictes, organitzar-ne els horaris i el calendari d'ús, etc. A aquest efecte es duien a terme juntes particulars en què dirimien tots aquests assumptes, reunions que es donaven al lloc on al segle xix s'alçaria la Casa de la Comuna, la seu social de la Séquia comuna de l'Énova. Altres elements de la infraestructura de la séquia enovera són els molins, dins de la pròpia localitat de l'Énova va haver-hi 3: el molí de Sanç que estava situat a la pròpia séquia de la localitat homònima aquest molí va ser fundat gràcies a un privilegi real atorgat per Pere el Cerimoniós el 1348 encara que seria reconstruït un segle més tard pel senyor de Sanç, Pere Ferrer, en segon lloc el molí de Mola situat a la séquia de Berfull tenint una de les funcions principals la de blanquejar l'arròs, en tercer i darrer lloc, hi havia el molí de l'Énova, situat a l'horta de la Fesa, tant per la seva grandària com per la seva importància econòmica és el més gran dels tres molins, no se sap del cert la seva època de fundació però hi ha rastres documentals del segle XVIII que parlen del seu funcionament.
Énova a més compta amb unes muntanyes molt riques en herbes aromàtiques i altres plantes, sent molt abundant també l'espart, un material que fins i tot simple en aparença servia i serveix per a usos molt diversos, es poden confeccionar espardenyes, cabassos per als treballs de l'horta, cordes, etc.

## Monuments

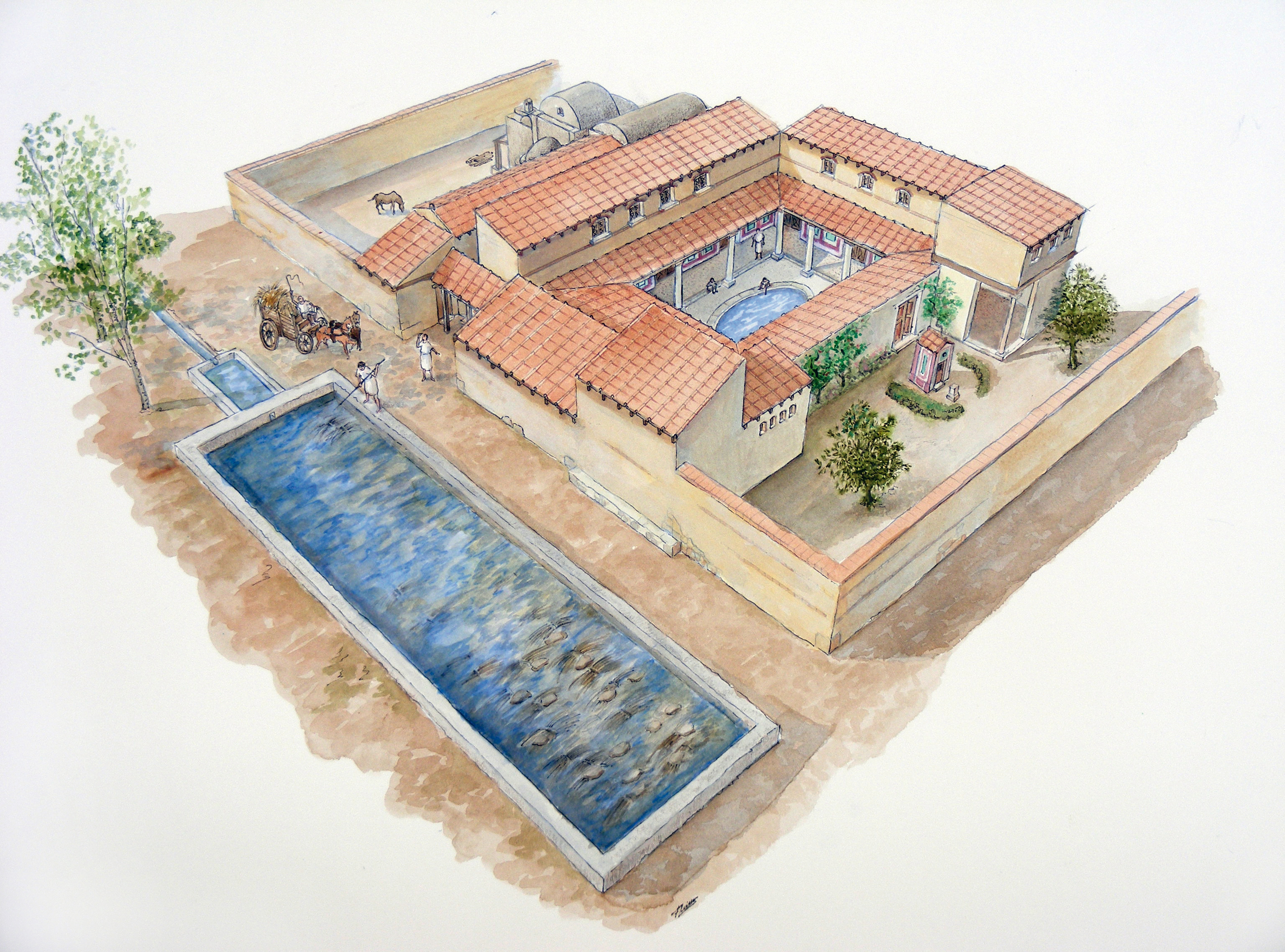
Reconstrucció de Vil·la Cornelius, de l'època romana.

- Església parroquial. Església principal de l'Énova, va ser una vegada mesquita reconvertida en temps de Jaume I quan aquest segons explica la llegenda, dipòsit la verge a què aquesta consagrada l'església: la Verge de Gràcia. S'hi troba una imatge de la Mare de Déu de marbre policromat.

- Capella de l'Aurora. Situada al carrer major al núm. 24, amb un petit pati a la seva entrada hi ha la imatge a l'interior.

- Ermita de Sant Josep. Edificada sobre una antiga mesquita i una església a finals del segle xix i restaurada el 1987.
- Ermita del calvari. Ermita iniciada al segle xix encara que no va ser acabada, de planta en creu llatina se situa sobre un turó, al qual s'accedeix a través d'un camí zigzaguejant que forma un via crucis amb casalicis de pedra llaurada que marquen les estacions flanquejats per xiprers , des del seu emplaçament es gaudeix d'una vista excel·lent de la localitat i part de la comarca.
- Asil de Sant Josep. Institució religiosa creada arran del testament benèfic d'una veïna del poble que va donar peu a un asil de gent gran i una escola religiosa. Està projectat el seu ús per part del consistori com a museu etnològic.
- Palau dels Ferrer. Edifici tardogotic o flamiger, propietat de la família Ferrer, cavallers al servei d'Alfonso el Magnanimo i senyors del barri de Sanz (Énova), que aleshores era un municipi independent.
- Vil·la Cornelius. Vil·la romana propietat de la gens Cornelia durant els segles I aC i V aC. Era el centre neuràlgic de la indústria del lli i la pedreria de la zona.
- Casa comuna de la Séquia de l'Énova. Edifici d'origen vuitcentista que va acollir l'antiga institució foral que unia els regants de la séquia d'Ènova. El seu ús a començament del segle xxi és com a arxiu de la séquia d'Ènova.

## Festes
- Festa de la Divina Aurora. L'última setmana de juliol celebra les seves festes dedicades a la Mare de Déu de l'Aurora també coneguda com la Divina Aurora, patrona dels joves amb activitats com revetlles, processons, trasllat de l'Aurora acompanyada de coets.
- Festes Majors. Celebra les seves festes patronals la primera setmana i segona setmana de setembre a la Verge de Gràcia, Sant Felip Neri i Santíssim Crist de la salut amb revetlles i processons; les festivitats se celebren els dies, 8 de setembre, el 9 i el 10. El 8 el Crist de la Salut, el 9 la Verge de Gràcia i el 10 Sant Felip Neri.

## Fills il·lustres
- Enric Matalí i Timoneda (València, 1903-1984), cronista oficial de la vila des de 1958.[41]
- Facundo Bellver Castelló, Canonge de la Catedral de València.[42]